# Schouw (recht)
In de rechtspraak wordt van een schouw gesproken als een rechter of een officier van justitie de plaats delict bezichtigt in het kader van een strafrechtelijk onderzoek. In het Nederlandse Wetboek van Strafvordering is de schouw vastgelegd in het Eerste Boek, Titel IV.